# Palagala Division
Palagala Division är en division i Sri Lanka.   Den ligger i distriktet Anuradhapura District och provinsen Norra Centralprovinsen, i den centrala delen av landet, 130 km nordost om huvudstaden Colombo. Antalet invånare är 33 740.